# Liste der Grabstätten in der Gedenkstätte der Sozialisten und der Gräberanlage Pergolenweg

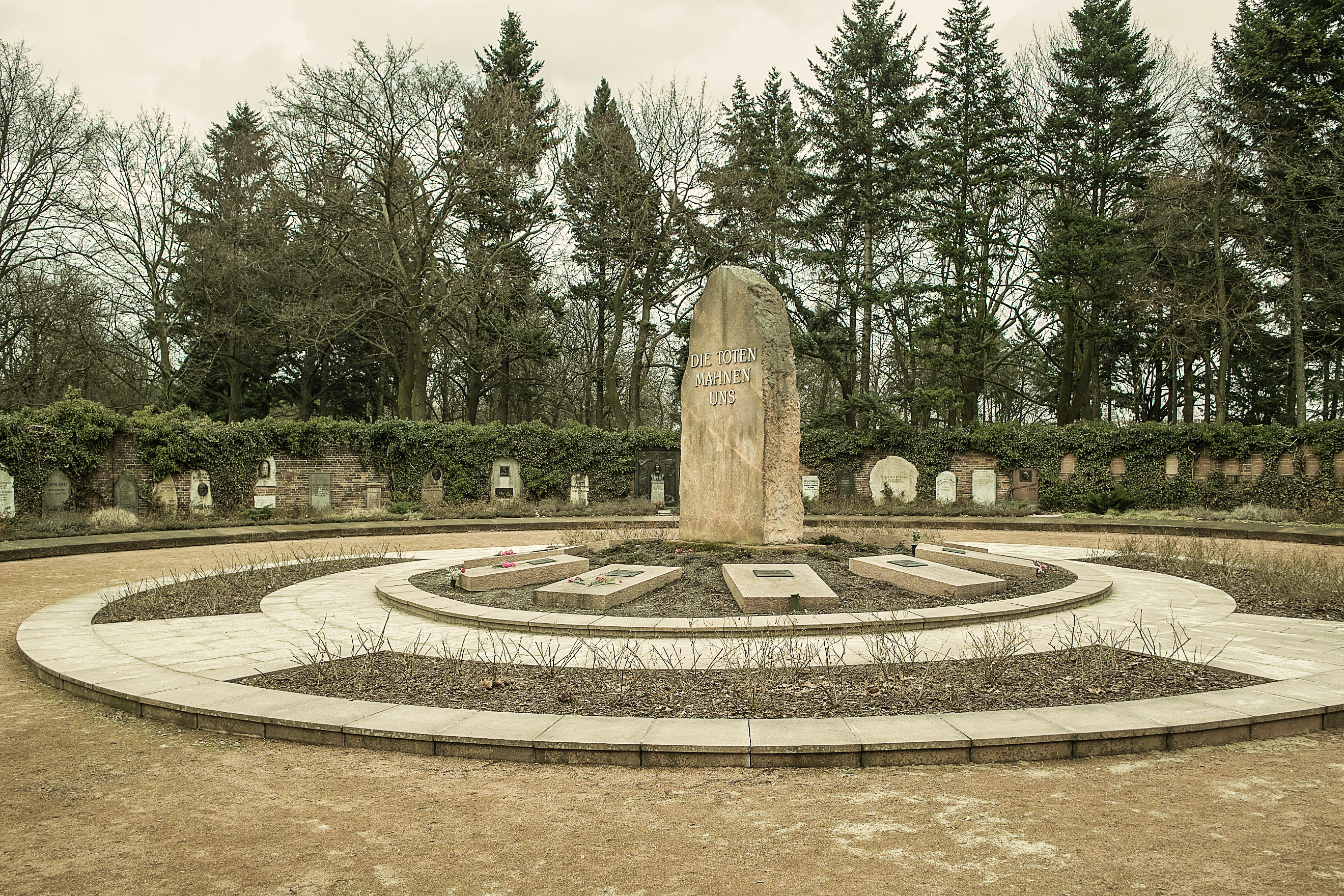
Gedenkstätte der Sozialisten mit Stele „Die Toten mahnen uns“ im Mittelrondell und umgebender Ringmauer

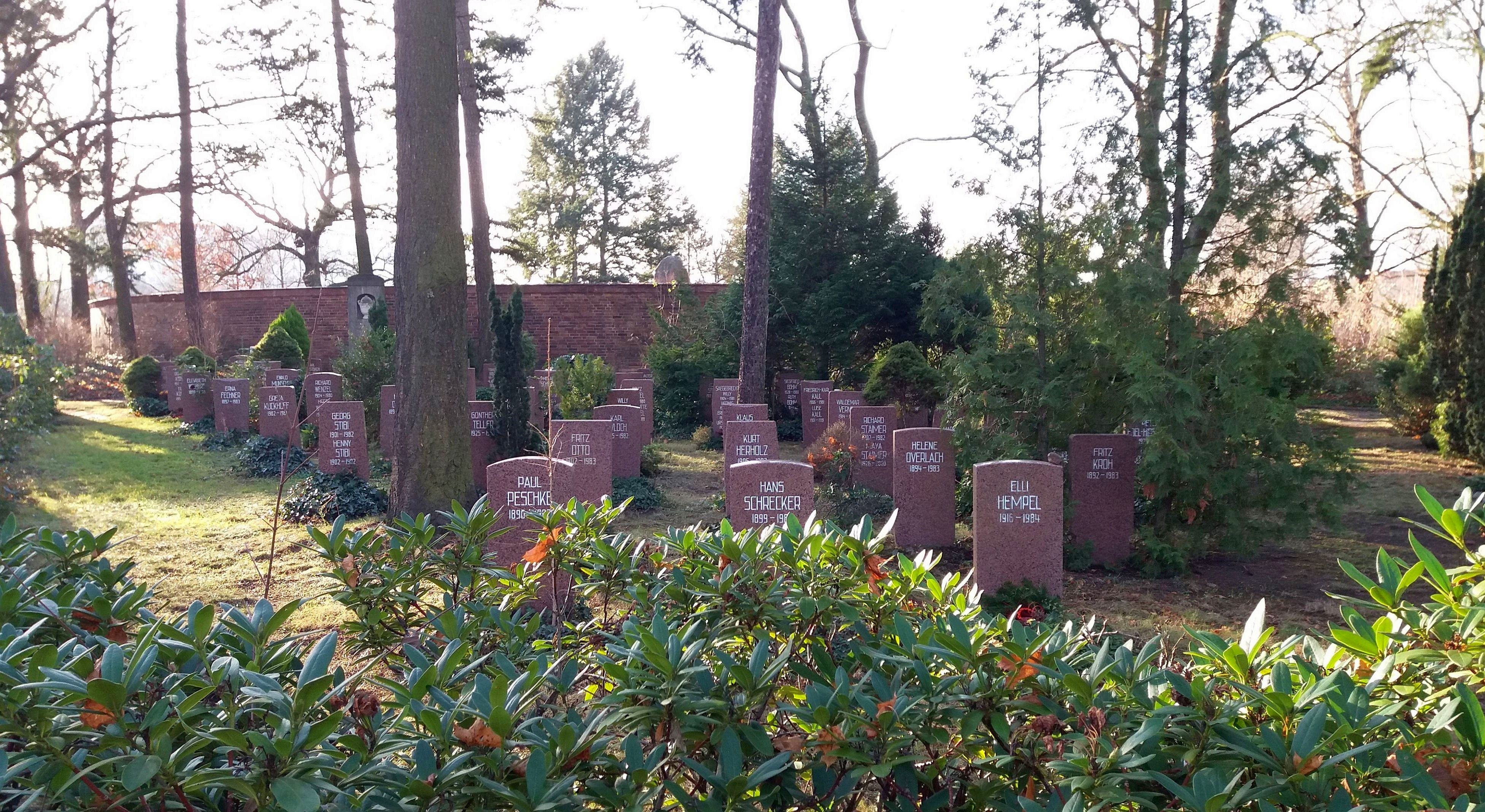
Gräberanlage Pergolenweg, Blick auf Bereich D, im Hintergrund die Ringmauer der Gedenkstätte der Sozialisten

Die Gedenkstätte der Sozialisten mit der angrenzenden Gräberanlage Pergolenweg befindet sich auf dem Zentralfriedhof Friedrichsfelde in Berlin. Die 1951 offiziell eingeweihte Anlage diente zu Zeiten der Deutschen Demokratischen Republik als Ehrenfriedhof für Personen, die sich um die sozialistische Idee verdient gemacht hatten. Sie schließt an die Tradition des Friedhofs Friedrichsfelde als Begräbnisstätte der Arbeiterbewegung an, die im späten 19. Jahrhundert begann. Die Entscheidung darüber, welche Personen in der Gedenkstätte der Sozialisten oder am Pergolenweg ein Ehrengrab erhalten sollten, behielt sich bis zum Ende der  Ein-Parteien-Herrschaft in der DDR das Politbüro der SED vor.

## Überblick

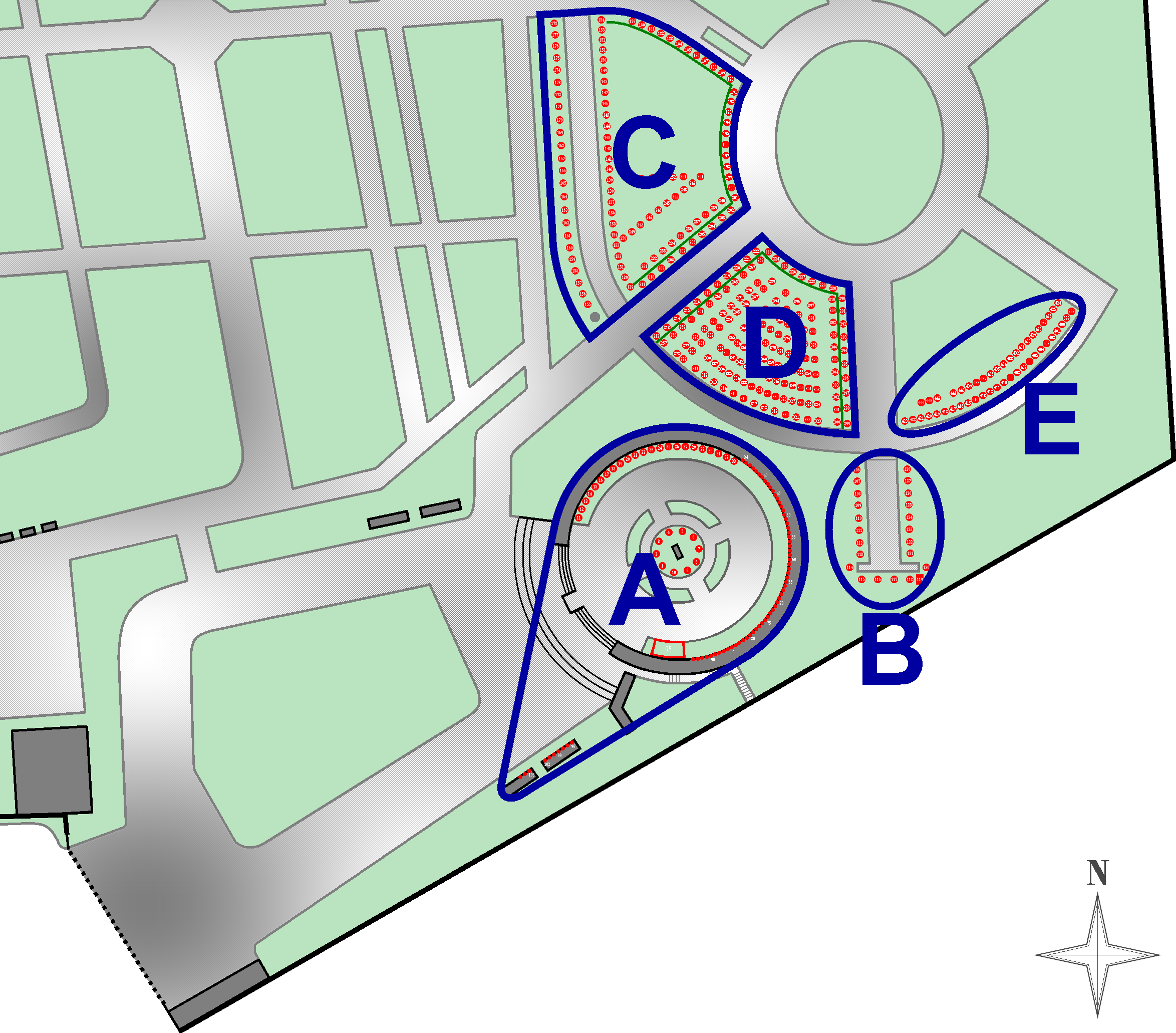
Übersicht der Teilbereiche der Gedenkstätte der Sozialisten und der Gräberanlage Pergolenweg

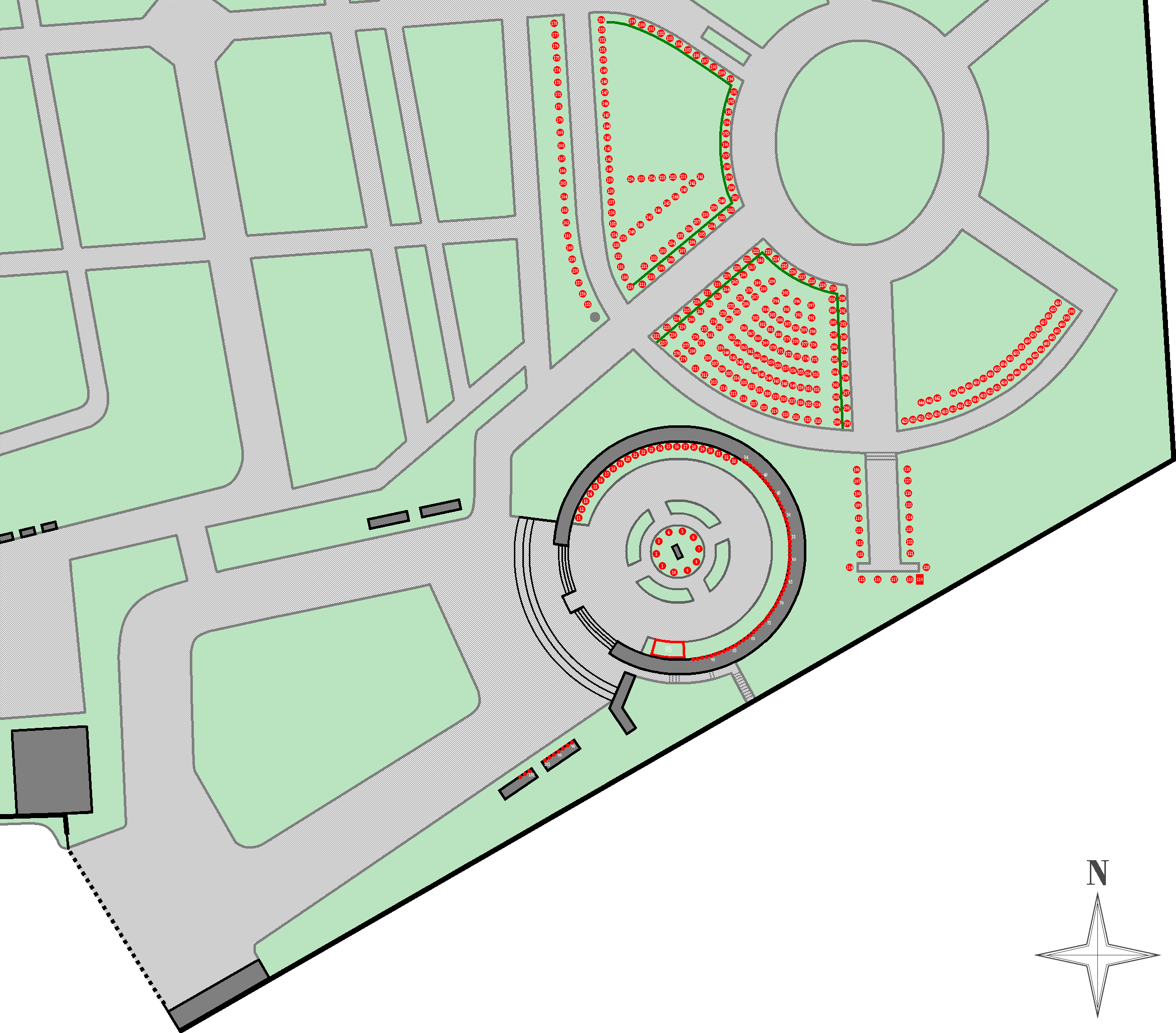
Lageplan der Grabstätten

Die 1951 eingeweihte Gedenkstätte der Sozialisten (Bereich A) ist kreisrund, ihr Durchmesser beträgt etwa 25 Meter. Ihre äußere Begrenzung bildet eine vier Meter hohe, aus Klinkern errichtete Ringmauer. Der zentrale Punkt der Gedenkstätte wird von einer etwa vier Meter hohen Stele aus Rochlitzer Porphyr mit der Inschrift „Die Toten mahnen uns“ gebildet. Unmittelbar um diese Stele sind in einem Rondell zehn Gedenkplatten (Nrn. 1–10) am Boden angeordnet. An der linken Innenseite der Ringmauer befinden sich 22 Grabplatten, Grabsteine und Stelen (Nrn. 11–33), die an prominente Sozialdemokraten und Kommunisten aus der Zeit der Monarchie und der Weimarer Republik erinnern. An der rechten Innenseite der Ringmauer verschließen einheitliche Grabplatten aus rotem Stein die 60 Mauernischen mit den Urnen prominenter Persönlichkeiten der DDR (Nrn. 34–94). Weitere 53 Urnen sind in einem Sammelgrab vor der Großen Gedenktafel auf der rechten Seite der Ringmauer bestattet (Nr. 95). Die meisten von ihnen wurden im August 1946 auf den Zentralfriedhof Friedrichsfelde überführt und enthalten die Überreste von Widerstandskämpfern gegen den Nationalsozialismus, die im Zuchthaus Brandenburg-Görden enthauptet und im Krematorium Brandenburg verbrannt wurden. Die letzten Beisetzungen in der Gedenkstätte der Sozialisten fanden 1981 bis 1988 in zwei der insgesamt vier Erweiterungsmauern statt, die 1976 im Südwesten der Ringmauer errichtet wurden. Hier sind zehn Urnen eingemauert (Nr. 96–105).
Die Gräberanlage Pergolenweg befindet sich außerhalb der Ringmauer und erstreckt sich an der nördlichen, nordöstlichen und östlichen Seite der Gedenkstätte. Sie umfasst heute insgesamt 338 Grabstellen (Nrn. 106–444), welche in vier Abteilungen (Bereiche B, C, D, E) angeordnet wurden, die mit Hecken, Bäumen und Sträuchern gärtnerisch gestaltet sind. Die Bestattung von Urnen verdienter Persönlichkeiten außerhalb der eigentlichen Gedenkstätte der Sozialisten begann im Januar 1952, als Ernst Wildangel östlich hinter der Ringmauer beigesetzt wurde und weitere Bestattungen dort folgten (Bereich B). Nachdem Ende 1957 alle Grabstellen in diesem Bereich belegt waren, fanden weitere Ehrenbestattungen bis 1967 entlang der Friedhofswege nördlich der Ringmauer statt (Bereich C). 1967 und 1968 wurden erste Ehrengräber auch entlang der Wege nordöstlich der Gedenkstätte angelegt (heute Bereich D). Von 1968 bis 1972 fanden die Ehrenbestattungen am Pergolenweg fast ausnahmslos wieder im Bereich C statt; warum danach keine neuen Gräber mehr dort angelegt wurden, ist unbekannt. Auf dem Areal nördlich und nordöstlich der Gedenkstätte (Bereiche D und E) existierten hingegen bis Anfang der 1960er Jahre noch zahlreiche ältere private Grabstätten aus der Zeit vor Gründung der DDR. Um Platz für weitere Ehrenbestattungen am Pergolenweg zu schaffen, wurden diese Gräber auf Beschluss der SED in mehreren Etappen geöffnet und die Leichen ohne Rücksprache mit den Angehörigen verlegt. Selbst der Grabstein des seinerzeit als Helden gefeierten Volkspolizisten Helmut Just wurde entfernt. Die solcherart gewonnenen Flächen wurden in die Gräberanlage Pergolenweg einbezogen und schrittweise neu mit Ehrengräbern belegt. Von 1972 bis 1983 erfolgten die Ehrenbestattungen im Bereich D der Gräberanlage und danach im angrenzenden Bereich E, wo neue Grabstellen noch bis zur Wende 1989 vergeben wurden. Im Unterschied zur Gedenkstätte der Sozialisten konnten in der Gräberanlage Pergolenweg auch Ehepartner und nahe Verwandte der auf SED-Beschluss mit einem Ehrengrab geehrten Persönlichkeiten ihre letzte Ruhestätte finden. So sind am Pergolenweg die Ehefrauen zahlreicher prominenter Persönlichkeiten der DDR beigesetzt, deren Urnen sich im Mittelrondell oder in der Ringmauer der Gedenkstätte befinden. Die Beisetzungen am Pergolenweg erfolgten ebenfalls ausschließlich in Urnen (maximal vier pro Grab), wobei alle Gräber als Erdgräber angelegt und mit genormten Grabsteinen gekennzeichnet wurden. Für die Gestaltung dieser Grabsteine waren zehn verschiedene Modelle aus rotem Stein zugelassen. Seit der Wende 1989 werden in der Gedenkstätte der Sozialisten und in der Gräberanlage Pergolenweg keine neuen Nutzungsrechte mehr vergeben, jedoch können in den bereits bestehenden Grabstellen am Pergolenweg weiterhin die Urnen naher Angehöriger beigesetzt werden. Die existierenden Grabstellen haben Bestandsschutz. Im Frühjahr 2008 kehrte der seinerzeit zwecks Einrichtung von Bereich E der Gräberanlage Pergolenweg versetzte Grabstein des Volkspolizisten Helmut Just an seinen ursprünglichen Standort zurück und markiert nun wieder seine tatsächliche Ruhestätte.

## Gräber und Denkmäler im Mittelrondell derGedenkstätte der Sozialisten
Im zentralen Bereich der Gedenkstätte, in einem Rondell rings um die vier Meter hohe Stele aus Rochlitzer Porphyr mit der Inschrift „Die Toten mahnen uns“ angeordnet, erinnern zehn Gedenkplatten am Boden an:
| Nr. | Name               | Todesjahr | Anmerkung | Abbildung | Lage                      |
| --- | ------------------ | --------- | --- | --------- | ------------------------- |
| 1   | Rosa Luxemburg     | 1919      | Inschrift „Rosa Luxemburg / ermordet / 15. Januar 1919“ – symbolisches Grab |           | Bereich A – Mittelrondell |
| 2   | Karl Liebknecht    | 1919      | Inschrift „Karl Liebknecht / ermordet / 15. Januar 1919“ – symbolisches Grab. Sohn von Wilhelm Liebknecht (Nr. 25), Ehemann von Sophie Liebknecht und Vater von Robert Liebknecht (Nr. 188)                                     |           | Bereich A – Mittelrondell |
| 3   | Ernst Thälmann     | 1944      | Inschrift „Ernst Thälmann / ermordet / 18. August 1944“ – symbolisches Grab, da Leiche im KZ Buchenwald verbrannt. Ehemann von Rosa Thälmann (Nr. 67), Vater von Irma Gabel-Thälmann (Nr. 424)                                  |           | Bereich A – Mittelrondell |
| 4   | Rudolf Breitscheid | 1944      | Inschrift „Rudolf Breitscheid / ermordet / 24. August 1944“ – symbolisches Grab, Leiche im KZ Buchenwald verbrannt, angebliche Asche unter seinem Namen auf dem Südwestkirchhof Stahnsdorf bestattet                            |           | Bereich A – Mittelrondell |
| 5   | Franz Künstler     | 1942      | Inschrift „Franz Künstler / gestorben / 10. September 1942“ – symbolisches Grab, bestattet auf dem Friedhof Baumschulenweg |           | Bereich A – Mittelrondell |
| 6   | Franz Mehring      | 1919      | Inschrift „Franz Mehring / gestorben / 28. Januar 1919“ |           | Bereich A – Mittelrondell |
| 7   | John Schehr        | 1934      | Inschrift „John Schehr / ermordet / 1. Februar 1934“ – gemeinsam getötet mit Rudolf Schwarz (Nr. 34), Erich Steinfurth (Nr. 35) und Eugen Schönhaar (Nr. 36)                                                                    |           | Bereich A – Mittelrondell |
| 8   | Walter Ulbricht    | 1973      | Inschrift „Walter Ulbricht / gestorben / 1. August 1973“ |           | Bereich A – Mittelrondell |
| 9   | Otto Grotewohl     | 1964      | Inschrift „Otto Grotewohl / gestorben / 21. September 1964“ – Ehemann von Johanna Grotewohl (Nr. 311) |           | Bereich A – Mittelrondell |
| 10  | Wilhelm Pieck      | 1960      | Inschrift „Wilhelm Pieck / gestorben / 7. September 1960“ – Ehemann von Christine Pieck, Vater von Arthur, Eleonore und Elly Pieck, Schwiegervater von Theodor Winter (alle Nr. 114) und bis 1954 von Richard Staimer (Nr. 386) |           | Bereich A – Mittelrondell |

## Gräber und Denkmäler an der Ringmauer derGedenkstätte der Sozialisten
An der linken Innenseite der Ringmauer befinden sich 22 Grabplatten, Grabsteine und Stelen, die an prominente Sozialdemokraten und Kommunisten aus der Zeit der Monarchie und der Weimarer Republik erinnern und ihren heutigen Standort zumeist erst bei der Neuerrichtung der Gedenkstätte der Sozialisten ab 1950 erhielten.
| Nr. | Name                                      | Todesjahr | Anmerkung | Abbildung | Lage                        |
| --- | ----------------------------------------- | --------- | --- | --------- | --------------------------- |
| 11  | Carl Legien                               | 1920      | Einzelgrab |           | Bereich A – Ringmauer links |
| 12  | Emma Ihrer                                | 1911      | Einzelgrab |           | Bereich A – Ringmauer links |
| 13  | Paul Singer                               | 1911      | Einzelgrab |           | Bereich A – Ringmauer links |
| 14  | Robert Wengels Margarete Wengels († 1931) | 1930      | |           | Bereich A – Ringmauer links |
| 15  | Luise Zietz                               | 1922      | Einzelgrab |           | Bereich A – Ringmauer links |
| 16  | Fritz Zubeil                              | 1926      | |           | Bereich A – Ringmauer links |
| 17  | Johannes Stelling                         | 1933      | Einzelgrab |           | Bereich A – Ringmauer links |
| 18  | Adolph Hoffmann                           | 1930      | Einzelgrab |           | Bereich A – Ringmauer links |
| 19  | Ignaz Auer                                | 1907      | Einzelgrab |           | Bereich A – Ringmauer links |
| 20  | Adolf Braun                               | 1929      | Einzelgrab |           | Bereich A – Ringmauer links |
| 21  | Hermann Weyl Klara Weyl († 1941)          | 1925      | |           | Bereich A – Ringmauer links |
| 22  | Hermann Müller-Franken                    | 1931      | Einzelgrab |           | Bereich A – Ringmauer links |
| 23  | Hugo Haase                                | 1919      | Einzelgrab |           | Bereich A – Ringmauer links |
| 24  | Alwin Körsten                             | 1924      | Einzelgrab |           | Bereich A – Ringmauer links |
| 25  | Wilhelm Liebknecht                        | 1900      | Vater von Karl Liebknecht (Nr. 2) und Großvater von Robert Liebknecht (Nr. 188) Einziges Grab in diesem Bereich des Friedhofs, das bei Errichtung der Gedenkstätte der Sozialisten am ursprünglichen Standort belassen wurde. |           | Bereich A – Ringmauer links |
| 26  | Richard Fischer                           | 1926      | |           | Bereich A – Ringmauer links |
| 27  | Eugen Brückner                            | 1931      | Einzelgrab |           | Bereich A – Ringmauer links |
| 28  | Wilhelm Pfannkuch                         | 1923      | |           | Bereich A – Ringmauer links |
| 29  | Hermann Molkenbuhr                        | 1927      | |           | Bereich A – Ringmauer links |
| 30  | Friedrich Bartels                         | 1931      | Einzelgrab |           | Bereich A – Ringmauer links |
| 31  | Waldeck Manasse                           | 1923      | Einzelgrab |           | Bereich A – Ringmauer links |
| 32  | Adolf Ritter                              | 1924      | Einzelgrab |           | Bereich A – Ringmauer links |
| 33  | Theodor Leipart                           | 1947      | Einzelgrab |           | Bereich A – Ringmauer links |

## Urnengräber in Ringmauer und Erweiterungen derGedenkstätte der Sozialisten
| Nr. | Name                | Todesjahr | Anmerkung | Abbildung | Lage                                |
| --- | ------------------- | --------- | --- | --------- | ----------------------------------- |
| 34  | Rudolf Schwarz      | 1934      | Schwager von Otto Winzer (Nr. 87), gemeinsam getötet mit John Schehr (Nr. 7), Erich Steinfurth (Nr. 35) und Eugen Schönhaar (Nr. 36). Einzelgrab |           | Bereich A – Ringmauer rechts        |
| 35  | Erich Steinfurth    | 1934      | gemeinsam getötet mit John Schehr (Nr. 7), Rudolf Schwarz (Nr. 34) und Eugen Schönhaar (Nr. 36) Einzelgrab |           | Bereich A – Ringmauer rechts        |
| 36  | Eugen Schönhaar     | 1934      | gemeinsam getötet mit John Schehr (Nr. 7), Rudolf Schwarz (Nr. 34) und Erich Steinfurth (Nr. 35) Einzelgrab |           | Bereich A – Ringmauer rechts        |
| 37  | Kurt Fischer        | 1950      | Einzelgrab Fischer war die erste Person, welcher vom Politbüro der SED ein Urnengrab in der Ringmauer zuerkannt wurde. |           | Bereich A – Ringmauer rechts        |
| 38  | Frida Rubiner       | 1952      | Einzelgrab |           | Bereich A – Ringmauer rechts        |
| 39  | Edwin Hoernle       | 1952      | Ehemann von Hedda Hoernle (Nr. 442) Einzelgrab |           | Bereich A – Ringmauer rechts        |
| 40  | Gustav Sobottka     | 1953      | Einzelgrab |           | Bereich A – Ringmauer rechts        |
| 41  | Erich Weinert       | 1953      | Ehemann von Elisabeth Weinert (Nr. 353) Einzelgrab |           | Bereich A – Ringmauer rechts        |
| 42  | Martha Arendsee     | 1953      | Einzelgrab |           | Bereich A – Ringmauer rechts        |
| 43  | Friedrich Wolf      | 1953      | Vater von Konrad und Markus Wolf (Nr. 381) Einzelgrab |           | Bereich A – Ringmauer rechts        |
| 44  | Max Keilson         | 1953      | Ehemann von Grete Keilson (Nr. 427) Einzelgrab |           | Bereich A – Ringmauer rechts        |
| 45  | Otto Franke         | 1953      | Einzelgrab |           | Bereich A – Ringmauer rechts        |
| 46  | Wilhelm Florin      | 1944      | Einzelgrab |           | Bereich A – Ringmauer rechts        |
| 47  | Rudolf Appelt       | 1955      | Einzelgrab |           | Bereich A – Ringmauer rechts        |
| 48  | Hermann Schlimme    | 1955      | Einzelgrab |           | Bereich A – Ringmauer rechts        |
| 49  | Franz Moericke      | 1956      | Einzelgrab |           | Bereich A – Ringmauer rechts        |
| 50  | Ottomar Geschke     | 1957      | Ehemann von Olga Geschke (Nr. 420) Einzelgrab |           | Bereich A – Ringmauer rechts        |
| 51  | Florian Schenk      | 1957      | Einzelgrab |           | Bereich A – Ringmauer rechts        |
| 52  | Otto Büchner        | 1957      | Einzelgrab |           | Bereich A – Ringmauer rechts        |
| 53  | Fritz Große         | 1957      | Einzelgrab |           | Bereich A – Ringmauer rechts        |
| 54  | Helmut Lehmann      | 1959      | Einzelgrab |           | Bereich A – Ringmauer rechts        |
| 55  | Paul Oestreich      | 1959      | Einzelgrab |           | Bereich A – Ringmauer rechts        |
| 56  | Arthur Ewert        | 1959      | Einzelgrab |           | Bereich A – Ringmauer rechts        |
| 57  | Ernst Melsheimer    | 1960      | Einzelgrab |           | Bereich A – Ringmauer rechts        |
| 58  | Josef Orlopp        | 1960      | Einzelgrab |           | Bereich A – Ringmauer rechts        |
| 59  | Hermann Duncker     | 1960      | Einzelgrab |           | Bereich A – Ringmauer rechts        |
| 60  | Paul Schwenk        | 1960      | Einzelgrab |           | Bereich A – Ringmauer rechts        |
| 61  | Jenny Matern        | 1960      | Ehefrau von Hermann Matern (Nr. 78) Einzelgrab |           | Bereich A – Ringmauer rechts        |
| 62  | Heinrich Rau        | 1961      | Einzelgrab |           | Bereich A – Ringmauer rechts        |
| 63  | Karl Litke          | 1962      | Einzelgrab |           | Bereich A – Ringmauer rechts        |
| 64  | Otto Meier          | 1962      | Einzelgrab |           | Bereich A – Ringmauer rechts        |
| 65  | Alfred Oelßner      | 1962      | Vater von Fred Oelßner (Nr. 90) Einzelgrab |           | Bereich A – Ringmauer rechts        |
| 66  | Georg Handke        | 1962      | Einzelgrab |           | Bereich A – Ringmauer rechts        |
| 67  | Rosa Thälmann       | 1962      | Ehefrau von Ernst Thälmann (Nr. 3), Mutter von Irma Gabel-Thälmann (Nr. 424) Einzelgrab |           | Bereich A – Ringmauer rechts        |
| 68  | Wilhelm Koenen      | 1963      | Bruder von Bernard Koenen (Nr. 70), Ehemann von Emmy Koenen (Nr. 423), Schwager von Frieda Koenen (Nr. 231) Einzelgrab |           | Bereich A – Ringmauer rechts        |
| 69  | Josef Miller        | 1964      | Einzelgrab |           | Bereich A – Ringmauer rechts        |
| 70  | Bernard Koenen      | 1964      | Bruder von Wilhelm Koenen (Nr. 68), Ehemann von Frieda Koenen (Nr. 231), Schwager von Emmy Koenen (Nr. 423) Einzelgrab |           | Bereich A – Ringmauer rechts        |
| 71  | Willi Bredel        | 1964      | Einzelgrab |           | Bereich A – Ringmauer rechts        |
| 72  | Bruno Leuschner     | 1965      | Einzelgrab |           | Bereich A – Ringmauer rechts        |
| 73  | Erich Apel          | 1965      | Einzelgrab |           | Bereich A – Ringmauer rechts        |
| 74  | Hans Kiefert        | 1966      | Einzelgrab |           | Bereich A – Ringmauer rechts        |
| 75  | Gerhart Eisler      | 1968      | Einzelgrab |           | Bereich A – Ringmauer rechts        |
| 76  | Otto Schön          | 1968      | Einzelgrab |           | Bereich A – Ringmauer rechts        |
| 77  | Paul Fröhlich       | 1970      | Einzelgrab |           | Bereich A – Ringmauer rechts        |
| 78  | Hermann Matern      | 1971      | Ehemann von Jenny Matern (Nr. 61) Einzelgrab |           | Bereich A – Ringmauer rechts        |
| 79  | Bruno Baum          | 1971      | Einzelgrab |           | Bereich A – Ringmauer rechts        |
| 80  | Edith Baumann       | 1973      | Einzelgrab |           | Bereich A – Ringmauer rechts        |
| 81  | Anton Ackermann     | 1973      | Bis 1949 Ehemann von Elli Schmidt (Nr. 365) Einzelgrab |           | Bereich A – Ringmauer rechts        |
| 82  | Georg Ewald         | 1973      | Einzelgrab |           | Bereich A – Ringmauer rechts        |
| 83  | Max Fechner         | 1973      | Ehemann von Erna Fechner (Nr. 375) Einzelgrab |           | Bereich A – Ringmauer rechts        |
| 84  | Fritz Gäbler        | 1974      | Ehemann von Marta Gäbler (Nr. 238) Einzelgrab |           | Bereich A – Ringmauer rechts        |
| 85  | Fritz Selbmann      | 1975      | Einzelgrab |           | Bereich A – Ringmauer rechts        |
| 86  | Karl Maron          | 1975      | Einzelgrab |           | Bereich A – Ringmauer rechts        |
| 87  | Otto Winzer         | 1975      | Ehemann von Erna Winzer (Nr. 308), Schwager von Rudolf Schwarz (Nr. 34) und Willy Rumpf (Nr. 379) Einzelgrab |           | Bereich A – Ringmauer rechts        |
| 88  | Herbert Warnke      | 1975      | Einzelgrab |           | Bereich A – Ringmauer rechts        |
| 89  | Alfred Kurella      | 1975      | Einzelgrab |           | Bereich A – Ringmauer rechts        |
| 90  | Fred Oelßner        | 1977      | Sohn von Alfred Oelßner (Nr. 65) Einzelgrab |           | Bereich A – Ringmauer rechts        |
| 91  | Werner Lamberz      | 1978      | Sohn von Peter Lamberz (Nr. 224), bei Hubschrauber-Absturz gemeinsam getötet mit Paul Markowski (Nr. 92) Einzelgrab |           | Bereich A – Ringmauer rechts        |
| 92  | Paul Markowski      | 1978      | bei Hubschrauber-Absturz gemeinsam getötet mit Werner Lamberz (Nr. 91) Einzelgrab |           | Bereich A – Ringmauer rechts        |
| 93  | Hans Rodenberg      | 1978      | Einzelgrab |           | Bereich A – Ringmauer rechts        |
| 94  | Friedrich Ebert jr. | 1979      | Einzelgrab |           | Bereich A – Ringmauer rechts        |
| 95  | Große Gedenktafel   |           | Urnensammelgrab (im Boden vor der Tafel) von 53 Personen, darunter Gustav Basse, Wilhelm Böse, Siegfried Forstreuter, Hugo Härtig, Paul Hegenbart, Ernst Knaack, Alfred Kowalke, Erich Krause, Hans Krüger, Georg Lehnig, Karl Lüdtke, Arthur Magnor, Michael Niederkirchner, Erwin Nöldner, Johann Pierschke, Heinrich Preuß, Wilhelm Rietze, Kurt Rosenfeld, Frieda Rosenthal, Fritz Saar, Fritz Siedentopf, Arthur Sodtke, Herbert Splanemann, Hermann Stickelmann, Walter Stoecker, Stanislaus Szczygielski, Ferdinand Thomas, Willi Tietze, Karl Vesper, Gustav Wegener und Hans Zoschke |           | Bereich A – Ringmauer rechts        |
| 96  | Gerhard Grüneberg   | 1981      | Einzelgrab |           | Bereich A – Ringmauer-Erweiterung 1 |
| 97  | Erich Correns       | 1981      | Einzelgrab |           | Bereich A – Ringmauer-Erweiterung 1 |
| 98  | Franz Dahlem        | 1981      | Ehemann von Käthe Dahlem und Vater von Robert Dahlem (beide Nr. 294), bis 1953 Schwiegervater von Karl Mewis (Nr. 104) Einzelgrab |           | Bereich A – Ringmauer-Erweiterung 1 |
| 99  | Alexander Abusch    | 1982      | Ehemann von Hildegard Abusch (Nr. 440) Einzelgrab |           | Bereich A – Ringmauer-Erweiterung 1 |
| 100 | Albert Norden       | 1982      | Einzelgrab |           | Bereich A – Ringmauer-Erweiterung 1 |
| 101 | Katharina Kern      | 1985      | Einzelgrab |           | Bereich A – Ringmauer-Erweiterung 1 |
| 102 | Heinz Hoffmann      | 1985      | Einzelgrab |           | Bereich A – Ringmauer-Erweiterung 1 |
| 103 | Paul Verner         | 1986      | Bruder von Waldemar Verner (Nr. 380) Einzelgrab |           | Bereich A – Ringmauer-Erweiterung 2 |
| 104 | Karl Mewis          | 1987      | bis 1953 Schwiegersohn von Franz Dahlem (Nr. 98) und Käthe Dahlem (Nr. 294) Einzelgrab |           | Bereich A – Ringmauer-Erweiterung 2 |
| 105 | Werner Felfe        | 1988      | Einzelgrab Felfe ist die letzte Person, welcher vom Politbüro der SED eine Grabstätte in der Gedenkstätte der Sozialisten zuerkannt wurde. |           | Bereich A – Ringmauer-Erweiterung 2 |

## Urnengräber in den vier Bereichen derGräberanlage Pergolenweg

### Bereich B (Gräber 106–128)
| Nr. | Name | Todesjahr | Anmerkung | Abbildung | Lage                    |
| --- | --- | --------- | --- | --------- | ----------------------- |
| 106 | Hermann Landwehr | 1955      | |           | Bereich B – Pergolenweg |
| 107 | Alfred Reinert | 1954      | Einzelgrab |           | Bereich B – Pergolenweg |
| 108 | Alfred Stiller | 1954      | Einzelgrab |           | Bereich B – Pergolenweg |
| 109 | Egon Steiner | 1954      | |           | Bereich B – Pergolenweg |
| 110 | Hilde Cahn (Loner) | 1954      | Einzelgrab |           | Bereich B – Pergolenweg |
| 111 | Ernst-Peter Held | 1954      | |           | Bereich B – Pergolenweg |
| 112 | Rudolf Leonhardt | 1953      | Einzelgrab |           | Bereich B – Pergolenweg |
| 113 | August Hirsch | 1894      | Einziges Grab in diesem Bereich des Friedhofs, das bei Errichtung der Grabanlage Pergolenweg am ursprünglichen Standort belassen wurde.              |           | Bereich B – Pergolenweg |
| 114 | Christine Pieck († 1936), Arthur († 1970), Eleonore Staimer, geb. Pieck († 1998), Elly Winter geb. Pieck († 1987), Theodor Winter († 1944) | 1936      | Ehefrau, Kinder und Schwiegersohn von Wilhelm Pieck (Nr. 10). Ehefrau bis 1954 von Richard Staimer (Nr. 386)                                         |           | Bereich B – Pergolenweg |
| 115 | Elsbeth Bruck | 1970      | Einzelgrab |           | Bereich B – Pergolenweg |
| 116 | Ernst Wildangel | 1951      | Wildangel war die erste Person, welcher vom Politbüro der SED ein Ehrengrab außerhalb der eigentlichen Gedenkstätte der Sozialisten zuerkannt wurde. |           | Bereich B – Pergolenweg |
| 117 | Anton Einig | 1952      | Einzelgrab |           | Bereich B – Pergolenweg |
| 118 | Willy Becker | 1950      | |           | Bereich B – Pergolenweg |
| 119 | Willi Sänger | 1944      | Einzelgrab |           | Bereich B – Pergolenweg |
| 120 | Kurt Spotaczyk († 1925) Karl Schulz († 1933) Kunwar-Mohammed Ashraf († 1962)                                                               | 1925      | |           | Bereich B – Pergolenweg |
| 121 | Johanna Glöckner | 1955      | Einzelgrab |           | Bereich B – Pergolenweg |
| 122 | Otto Kühne | 1955      | |           | Bereich B – Pergolenweg |
| 123 | Paul Lenzner | 1955      | |           | Bereich B – Pergolenweg |
| 124 | Ernst Wüste | 1956      | |           | Bereich B – Pergolenweg |
| 125 | Richard Schallock | 1956      | |           | Bereich B – Pergolenweg |
| 126 | Berndt Weinberger | 1957      | |           | Bereich B – Pergolenweg |
| 127 | Martin Doering | 1957      | |           | Bereich B – Pergolenweg |
| 128 | Karl Huth | 1957      | |           | Bereich B – Pergolenweg |

### Bereich C (Gräber 129–211, 231–256)
| Nr. | Name | Todesjahr | Anmerkung | Abbildung | Lage                    |
| --- | --- | --------- | --- | --------- | ----------------------- |
| 129 | Gerhart Ziller                                                                                            | 1957      | |           | Bereich C – Pergolenweg |
| 130 | Friedrich Notz                                                                                            | 1957      | |           | Bereich C – Pergolenweg |
| 131 | Peter Nell                                                                                                | 1957      | Einzelgrab |           | Bereich C – Pergolenweg |
| 132 | Hanna Sandtner                                                                                            | 1958      | Einzelgrab |           | Bereich C – Pergolenweg |
| 133 | Max Schneider                                                                                             | 1958      | |           | Bereich C – Pergolenweg |
| 134 | Anastasius Grunwald                                                                                       | 1958      | Einzelgrab |           | Bereich C – Pergolenweg |
| 135 | Viktor Stern                                                                                              | 1958      | |           | Bereich C – Pergolenweg |
| 136 | Fritz Sperling                                                                                            | 1958      | |           | Bereich C – Pergolenweg |
| 137 | Richard Barth                                                                                             | 1956      | Einzelgrab |           | Bereich C – Pergolenweg |
| 138 | Wilhelm Winkler                                                                                           | 1958      | Einzelgrab |           | Bereich C – Pergolenweg |
| 139 | Willi Meurer                                                                                              | 1959      | |           | Bereich C – Pergolenweg |
| 140 | Karl Honisch                                                                                              | 1959      | Einzelgrab |           | Bereich C – Pergolenweg |
| 141 | Karl Kneschke                                                                                             | 1959      | |           | Bereich C – Pergolenweg |
| 142 | Alfred Adolph                                                                                             | 1959      | Einzelgrab |           | Bereich C – Pergolenweg |
| 143 | Peter Kast                                                                                                | 1959      | |           | Bereich C – Pergolenweg |
| 144 | Erwin Hübner                                                                                              | 1959      | Einzelgrab |           | Bereich C – Pergolenweg |
| 145 | Hilde Neumann                                                                                             | 1959      | Einzelgrab |           | Bereich C – Pergolenweg |
| 146 | Paul Hentschel                                                                                            | 1959      | Einzelgrab |           | Bereich C – Pergolenweg |
| 147 | Georg Kaßler                                                                                              | 1962      | |           | Bereich C – Pergolenweg |
| 148 | Arthur Hübner                                                                                             | 1962      | Einzelgrab |           | Bereich C – Pergolenweg |
| 149 | Robert Leibbrand                                                                                          | 1963      | |           | Bereich C – Pergolenweg |
| 150 | Fritz Schälike                                                                                            | 1963      | |           | Bereich C – Pergolenweg |
| 151 | Fritz Beyling                                                                                             | 1963      | |           | Bereich C – Pergolenweg |
| 152 | Kurt Goldstein jun. Kurt Goldstein sen. († 2007) Margot Goldstein, geb. Wloch († 2009)                    | 1995      | Margot Goldstein, geb. Wloch war eine Nichte von Karl Wloch (Nr. 388)                                                               |           | Bereich C – Pergolenweg |
| 153 | August Stötzel                                                                                            | 1963      | |           | Bereich C – Pergolenweg |
| 154 | Otto Holz                                                                                                 | 1963      | Einzelgrab |           | Bereich C – Pergolenweg |
| 155 | Edwin Lesniewski                                                                                          | 1960      | |           | Bereich C – Pergolenweg |
| 156 | Bruno Peters                                                                                              | 1960      | |           | Bereich C – Pergolenweg |
| 157 | Rubin Rosenfeld                                                                                           | 1960      | |           | Bereich C – Pergolenweg |
| 158 | Walter Schewe                                                                                             | 1960      | Einzelgrab |           | Bereich C – Pergolenweg |
| 159 | Marta Jendretzky Hans Jendretzky († 1992)                                                                 | 1960      | |           | Bereich C – Pergolenweg |
| 160 | Alfred Meusel                                                                                             | 1960      | |           | Bereich C – Pergolenweg |
| 161 | Mathias Hoffmann                                                                                          | 1960      | |           | Bereich C – Pergolenweg |
| 162 | Karl Ebeling                                                                                              | 1960      | |           | Bereich C – Pergolenweg |
| 163 | Robert Coppi Frieda Coppi († 1961)                                                                        | 1960      | Eltern von Hans Coppi († 1942) und Schwiegereltern von Hilde Coppi († 1943)                                                         |           | Bereich C – Pergolenweg |
| 164 | Hugo Ehrlich                                                                                              | 1961      | Einzelgrab |           | Bereich C – Pergolenweg |
| 165 | Stefan Heymann                                                                                            | 1967      | |           | Bereich C – Pergolenweg |
| 166 | Willi Kropp                                                                                               | 1961      | Einzelgrab |           | Bereich C – Pergolenweg |
| 167 | Paul Krautter                                                                                             | 1961      | |           | Bereich C – Pergolenweg |
| 168 | Wolf Stern Gerda Stern († 1992)                                                                           | 1961      | |           | Bereich C – Pergolenweg |
| 169 | Wally Grube                                                                                               | 1961      | Ehefrau von Ernst Grube († 1945) Einzelgrab                                                                                         |           | Bereich C – Pergolenweg |
| 170 | Adolf Pöffel                                                                                              | 1961      | |           | Bereich C – Pergolenweg |
| 171 | Paul Blechschmidt                                                                                         | 1961      | Einzelgrab |           | Bereich C – Pergolenweg |
| 172 | Otto Auerswald                                                                                            | 1962      | Einzelgrab |           | Bereich C – Pergolenweg |
| 173 | Zenzl Mühsam                                                                                              | 1962      | Einzelgrab Urne 1992 zum Grab ihres Mannes Erich Mühsam auf den Waldfriedhof Dahlem überführt                                       |           | Bereich C – Pergolenweg |
| 174 | Frida Düwell                                                                                              | 1962      | Einzelgrab |           | Bereich C – Pergolenweg |
| 175 | Karl Kowalke Pauline Kowalke († 1982)                                                                     | 1962      | Eltern von Alfred Kowalke († 1944, Nr. 95)                                                                                          |           | Bereich C – Pergolenweg |
| 176 | Ludwig Arnold                                                                                             | 1962      | |           | Bereich C – Pergolenweg |
| 177 | Julius Jürgensen                                                                                          | 1957      | |           | Bereich C – Pergolenweg |
| 178 | Recha Rothschild                                                                                          | 1964      | Einzelgrab |           | Bereich C – Pergolenweg |
| 179 | Rudolf Reimann                                                                                            | 1964      | Einzelgrab |           | Bereich C – Pergolenweg |
| 180 | Max Wachtel                                                                                               | 1963      | |           | Bereich C – Pergolenweg |
| 181 | Karl Polak                                                                                                | 1963      | |           | Bereich C – Pergolenweg |
| 182 | Bruno Mahlow                                                                                              | 1964      | |           | Bereich C – Pergolenweg |
| 183 | Arthur Wyschka                                                                                            | 1964      | |           | Bereich C – Pergolenweg |
| 184 | Joseph Gutsche                                                                                            | 1964      | |           | Bereich C – Pergolenweg |
| 185 | Karl Klauder                                                                                              | 1964      | |           | Bereich C – Pergolenweg |
| 186 | Milda Voß                                                                                                 | 1964      | |           | Bereich C – Pergolenweg |
| 187 | Anton Ruh                                                                                                 | 1964      | |           | Bereich C – Pergolenweg |
| 188 | Sophie Liebknecht Robert Liebknecht († 1994), seine Ehefrau Hertha († 2000), sein Bruder Wilhelm († 1975) | 1964      | Ehefrau von Karl Liebknecht (Nr. 2), sein Sohn und Enkel von Wilhelm Liebknecht (Nr. 25)                                            |           | Bereich C – Pergolenweg |
| 189 | Hans Marchwitza Hilde Marchwitza, geb. Gottwick († 1993)                                                  | 1965      | Hans Marchwitzas hier bestattete 2. Ehefrau ist nicht zu verwechseln mit seiner 1. Ehefrau Hilde Schottlaender, geb. Stern († 1961) |           | Bereich C – Pergolenweg |
| 190 | Sepp Hahn                                                                                                 | 1965      | Einzelgrab |           | Bereich C – Pergolenweg |
| 191 | Erich Wendt                                                                                               | 1965      | |           | Bereich C – Pergolenweg |
| 192 | Willi Hünecke                                                                                             | 1965      | Einzelgrab |           | Bereich C – Pergolenweg |
| 193 | Maxim Zetkin                                                                                              | 1965      | |           | Bereich C – Pergolenweg |
| 194 | Heinrich Evers                                                                                            | 1968      | |           | Bereich C – Pergolenweg |
| 195 | Johannes König                                                                                            | 1966      | Einzelgrab |           | Bereich C – Pergolenweg |
| 196 | Paul Geisler                                                                                              | 1971      | |           | Bereich C – Pergolenweg |
| 197 | Bruno Peterson                                                                                            | 1966      | |           | Bereich C – Pergolenweg |
| 198 | Heinrich Dollwetzel                                                                                       | 1966      | |           | Bereich C – Pergolenweg |
| 199 | Fritz Geyer                                                                                               | 1966      | Einzelgrab |           | Bereich C – Pergolenweg |
| 200 | Peter Nelken                                                                                              | 1966      | |           | Bereich C – Pergolenweg |
| 201 | Anna Elfriede Stoecker                                                                                    | 1956      | Ehefrau von Walter Stoecker († 1939, Nr. 95) Einzelgrab                                                                             |           | Bereich C – Pergolenweg |
| 202 | Fritz Tichy                                                                                               | 1966      | |           | Bereich C – Pergolenweg |
| 203 | Martha Berg-André                                                                                         | 1966      | Ehefrau von Etkar André († 1936) Einzelgrab                                                                                         |           | Bereich C – Pergolenweg |
| 204 | Carl Fugger                                                                                               | 1966      | |           | Bereich C – Pergolenweg |
| 205 | Adolf Deter                                                                                               | 1968      | |           | Bereich C – Pergolenweg |
| 206 | Ernst Zöllner                                                                                             | 1967      | |           | Bereich C – Pergolenweg |
| 207 | Erna Opitz-Hähnel                                                                                         | 1967      | Ehefrau von Max Opitz (Nr. 377) Einzelgrab                                                                                          |           | Bereich C – Pergolenweg |
| 208 | Wilma Heckert                                                                                             | 1967      | Ehefrau von Fritz Heckert († 1936) Einzelgrab                                                                                       |           | Bereich C – Pergolenweg |
| 209 | Franz Scheffel                                                                                            | 1967      | Einzelgrab |           | Bereich C – Pergolenweg |
| 210 | Helmut Scholz                                                                                             | 1967      | Einzelgrab |           | Bereich C – Pergolenweg |
| 211 | Berta Lask                                                                                                | 1967      | Einzelgrab |           | Bereich C – Pergolenweg |
| 231 | Frieda Koenen                                                                                             | 1968      | Ehefrau von Bernard Koenen (Nr. 70), Schwägerin von Wilhelm Koenen (Nr. 67) und Emmy Koenen (Nr. 423) Einzelgrab                    |           | Bereich C – Pergolenweg |
| 232 | Fritz Reuter                                                                                              | 1968      | |           | Bereich C – Pergolenweg |
| 233 | Josef Hegen                                                                                               | 1969      | |           | Bereich C – Pergolenweg |
| 234 | Paul Merker                                                                                               | 1969      | Einzelgrab |           | Bereich C – Pergolenweg |
| 235 | August Reitz                                                                                              | 1969      | |           | Bereich C – Pergolenweg |
| 236 | Joseph Rubens                                                                                             | 1969      | |           | Bereich C – Pergolenweg |
| 237 | Richard Krügelstein                                                                                       | 1969      | |           | Bereich C – Pergolenweg |
| 238 | Marta Gäbler                                                                                              | 1970      | Ehefrau von Fritz Gäbler (Nr. 84) Einzelgrab                                                                                        |           | Bereich C – Pergolenweg |
| 239 | Karl Bathke                                                                                               | 1970      | |           | Bereich C – Pergolenweg |
| 240 | Herbert Wittholz                                                                                          | 1970      | Einzelgrab |           | Bereich C – Pergolenweg |
| 241 | Jacob Walcher Hertha Gordon-Walcher († 1990)                                                              | 1970      | |           | Bereich C – Pergolenweg |
| 242 | Anton Switalla                                                                                            | 1970      | Einzelgrab |           | Bereich C – Pergolenweg |
| 243 | Walter Köppe                                                                                              | 1970      | |           | Bereich C – Pergolenweg |
| 244 | Ernst Wabra                                                                                               | 1970      | |           | Bereich C – Pergolenweg |
| 245 | Ernst Krüger                                                                                              | 1970      | Einzelgrab |           | Bereich C – Pergolenweg |
| 246 | Ernst Lange                                                                                               | 1971      | |           | Bereich C – Pergolenweg |
| 247 | Walter Franze                                                                                             | 1971      | |           | Bereich C – Pergolenweg |
| 248 | Rudolf Albrecht                                                                                           | 1971      | Einzelgrab |           | Bereich C – Pergolenweg |
| 249 | Josef Schlesinger                                                                                         | 1971      | |           | Bereich C – Pergolenweg |
| 250 | Anton Plenikowski                                                                                         | 1971      | Einzelgrab |           | Bereich C – Pergolenweg |
| 251 | Kurt Streich                                                                                              | 1971      | |           | Bereich C – Pergolenweg |
| 252 | Franz Demuth                                                                                              | 1971      | |           | Bereich C – Pergolenweg |
| 253 | Gerhard Jurr                                                                                              | 1971      | |           | Bereich C – Pergolenweg |
| 254 | Hermann Scheler                                                                                           | 1972      | |           | Bereich C – Pergolenweg |
| 255 | Karl Hagemann                                                                                             | 1972      | |           | Bereich C – Pergolenweg |
| 256 | Fritz Apelt                                                                                               | 1972      | Einzelgrab |           | Bereich C – Pergolenweg |

### Bereich D (Gräber 212–230, 257–397)
| Nr. | Name                                                   | Todesjahr | Anmerkung                                                                                                  | Abbildung | Lage                    |
| --- | ------------------------------------------------------ | --------- | --- | --------- | ----------------------- |
| 212 | Hermann Leupold                                        | 1967      | Einzelgrab                                                                                                 |           | Bereich D – Pergolenweg |
| 213 | Gustav Röbelen                                         | 1967      | |           | Bereich D – Pergolenweg |
| 214 | Ernst Wollweber                                        | 1967      | Einzelgrab                                                                                                 |           | Bereich D – Pergolenweg |
| 215 | Horst Jonas                                            | 1967      | |           | Bereich D – Pergolenweg |
| 216 | Jonny Löhr                                             | 1967      | |           | Bereich D – Pergolenweg |
| 217 | Erich Funk                                             | 1967      | |           | Bereich D – Pergolenweg |
| 218 | Richard Gladewitz                                      | 1967      | |           | Bereich D – Pergolenweg |
| 219 | Richard Stahlmann                                      | 1967      | |           | Bereich D – Pergolenweg |
| 220 | Josef Wimmer                                           | 1968      | |           | Bereich D – Pergolenweg |
| 221 | Jakob Boulanger                                        | 1968      | Einzelgrab                                                                                                 |           | Bereich D – Pergolenweg |
| 222 | Bluma Heumann                                          | 1968      | Einzelgrab                                                                                                 |           | Bereich D – Pergolenweg |
| 223 | Richard Herber                                         | 1968      | |           | Bereich D – Pergolenweg |
| 224 | Peter Lamberz                                          | 1968      | Vater von Werner Lamberz (Nr. 91)                                                                          |           | Bereich D – Pergolenweg |
| 225 | Viktor Leist                                           | 1968      | |           | Bereich D – Pergolenweg |
| 226 | Maria Weiterer                                         | 1976      | Einzelgrab                                                                                                 |           | Bereich D – Pergolenweg |
| 227 | Franz Müller                                           | 1968      | |           | Bereich D – Pergolenweg |
| 228 | Marie Taubenheim                                       | 1968      | |           | Bereich D – Pergolenweg |
| 229 | Josef Klingbeil                                        | 1968      | |           | Bereich D – Pergolenweg |
| 230 | Fritz Geißler                                          | 1968      | |           | Bereich D – Pergolenweg |
| 257 | Robert Mühlpforte                                      | 1972      | Einzelgrab                                                                                                 |           | Bereich D – Pergolenweg |
| 258 | Ernst Guth                                             | 1972      | |           | Bereich D – Pergolenweg |
| 259 | Walter Schulz                                          | 1972      | Einzelgrab                                                                                                 |           | Bereich D – Pergolenweg |
| 260 | Artur Dorf                                             | 1972      | |           | Bereich D – Pergolenweg |
| 261 | Richard Gyptner                                        | 1972      | Einzelgrab                                                                                                 |           | Bereich D – Pergolenweg |
| 262 | Robert Korb                                            | 1972      | |           | Bereich D – Pergolenweg |
| 263 | Otto Schwab                                            | 1972      | |           | Bereich D – Pergolenweg |
| 264 | Rudolf Mießner                                         | 1973      | |           | Bereich D – Pergolenweg |
| 265 | Georg Krausz                                           | 1973      | Einzelgrab                                                                                                 |           | Bereich D – Pergolenweg |
| 266 | Paul Odpadlik                                          | 1973      | |           | Bereich D – Pergolenweg |
| 267 | Harry Kuhn Maria Wiedmaier († 1977)                    | 1973      | |           | Bereich D – Pergolenweg |
| 268 | Helmut Welz                                            | 1973      | |           | Bereich D – Pergolenweg |
| 269 | Willy Eberling                                         | 1974      | |           | Bereich D – Pergolenweg |
| 270 | Erich Ament                                            | 1973      | Einzelgrab                                                                                                 |           | Bereich D – Pergolenweg |
| 271 | Kurt Lemmer                                            | 1973      | |           | Bereich D – Pergolenweg |
| 272 | Emma Schreiner                                         | 1973      | Ehefrau von Albert Schreiner (Nr. 344) Einzelgrab                                                          |           | Bereich D – Pergolenweg |
| 273 | Hermann Dünow                                          | 1973      | Einzelgrab                                                                                                 |           | Bereich D – Pergolenweg |
| 274 | Robert Siewert                                         | 1973      | |           | Bereich D – Pergolenweg |
| 275 | Willi Kling                                            | 1973      | Einzelgrab                                                                                                 |           | Bereich D – Pergolenweg |
| 276 | Johannes Keusch                                        | 1973      | |           | Bereich D – Pergolenweg |
| 277 | Karl Oltersdorf                                        | 1973      | |           | Bereich D – Pergolenweg |
| 278 | Charles Dewey                                          | 1973      | |           | Bereich D – Pergolenweg |
| 279 | Paul Hockarth                                          | 1974      | |           | Bereich D – Pergolenweg |
| 280 | Lotte Spangenberg                                      | 1974      | Ehefrau von Max Spangenberg (Nr. 421) Einzelgrab                                                           |           | Bereich D – Pergolenweg |
| 281 | Artur Lehmann                                          | 1974      | |           | Bereich D – Pergolenweg |
| 282 | Karl Jakobi                                            | 1974      | Einzelgrab                                                                                                 |           | Bereich D – Pergolenweg |
| 283 | Erich Wappler                                          | 1974      | |           | Bereich D – Pergolenweg |
| 284 | Herbert Glaeser                                        | 1974      | Einzelgrab                                                                                                 |           | Bereich D – Pergolenweg |
| 285 | Georg Klaus                                            | 1974      | |           | Bereich D – Pergolenweg |
| 286 | Otto Braun                                             | 1974      | Einzelgrab                                                                                                 |           | Bereich D – Pergolenweg |
| 287 | Emil Otto                                              | 1974      | |           | Bereich D – Pergolenweg |
| 288 | Josef Zettler                                          | 1974      | |           | Bereich D – Pergolenweg |
| 289 | Margarete Wittkowski                                   | 1974      | Einzelgrab                                                                                                 |           | Bereich D – Pergolenweg |
| 291 | Karl Krahn                                             | 1974      | |           | Bereich D – Pergolenweg |
| 292 | Rudolf Jäger                                           | 1974      | Einzelgrab                                                                                                 |           | Bereich D – Pergolenweg |
| 293 | Roman Chwalek Martha Chwalek († 1986)                  | 1974      | |           | Bereich D – Pergolenweg |
| 294 | Käthe Dahlem Robert Dahlem († 1976)                    | 1974      | Ehefrau und Sohn von Franz Dahlem (Nr. 98), bis 1953 Schwiegermutter und Schwager von Karl Mewis (Nr. 104) |           | Bereich D – Pergolenweg |
| 295 | Herta Geffke                                           | 1974      | Einzelgrab                                                                                                 |           | Bereich D – Pergolenweg |
| 296 | Paul Hartmann                                          | 1974      | Einzelgrab                                                                                                 |           | Bereich D – Pergolenweg |
| 297 | Richard Reuscher                                       | 1974      | Einzelgrab                                                                                                 |           | Bereich D – Pergolenweg |
| 298 | Waldemar Schmidt                                       | 1975      | |           | Bereich D – Pergolenweg |
| 299 | Adolf Hennecke                                         | 1975      | |           | Bereich D – Pergolenweg |
| 300 | Ulrich Osche                                           | 1975      | |           | Bereich D – Pergolenweg |
| 301 | Sepp Schwab                                            | 1977      | |           | Bereich D – Pergolenweg |
| 302 | Gustav Borrmann                                        | 1975      | Einzelgrab                                                                                                 |           | Bereich D – Pergolenweg |
| 303 | Ernst Jürgs                                            | 1975      | |           | Bereich D – Pergolenweg |
| 304 | Rudolf Dölling Emmi Dölling († 1990)                   | 1975      | |           | Bereich D – Pergolenweg |
| 305 | Marta Fischer                                          | 1975      | Einzelgrab                                                                                                 |           | Bereich D – Pergolenweg |
| 306 | Arne Rehahn                                            | 1975      | Einzelgrab                                                                                                 |           | Bereich D – Pergolenweg |
| 307 | Vinzent Porombka                                       | 1975      | Einzelgrab                                                                                                 |           | Bereich D – Pergolenweg |
| 308 | Erna Winzer                                            | 1975      | Schwester von Willy Rumpf (Nr. 379), Ehefrau von Otto Winzer (Nr. 87) Einzelgrab                           |           | Bereich D – Pergolenweg |
| 309 | Max Nierich                                            | 1976      | |           | Bereich D – Pergolenweg |
| 310 | Georg Hansen                                           | 1976      | Einzelgrab                                                                                                 |           | Bereich D – Pergolenweg |
| 311 | Johanna Grotewohl                                      | 1976      | Ehefrau von Otto Grotewohl (Nr. 9) Einzelgrab                                                              |           | Bereich D – Pergolenweg |
| 312 | Philipp Daub                                           | 1976      | |           | Bereich D – Pergolenweg |
| 313 | Siegbert Kahn                                          | 1976      | |           | Bereich D – Pergolenweg |
| 314 | Rudolf Goguel                                          | 1976      | |           | Bereich D – Pergolenweg |
| 315 | Erich Jamin                                            | 1976      | |           | Bereich D – Pergolenweg |
| 316 | Max Burghardt                                          | 1977      | Einzelgrab                                                                                                 |           | Bereich D – Pergolenweg |
| 317 | Richard Großkopf                                       | 1977      | |           | Bereich D – Pergolenweg |
| 318 | Erich Glückauf                                         | 1977      | |           | Bereich D – Pergolenweg |
| 319 | Franz Gold                                             | 1977      | |           | Bereich D – Pergolenweg |
| 320 | Werner Eggerath                                        | 1977      | Einzelgrab                                                                                                 |           | Bereich D – Pergolenweg |
| 321 | Karl Dienstbach Mia Niederkirchner-Dienstbach († 1982) | 1977      | Schwiegersohn und Tochter von Michael Niederkirchner († 1949, Nr. 95)                                      |           | Bereich D – Pergolenweg |
| 322 | August Karsten                                         | 1981      | |           | Bereich D – Pergolenweg |
| 323 | Adolf Baier                                            | 1982      | Einzelgrab                                                                                                 |           | Bereich D – Pergolenweg |
| 324 | Rudolf Steinwand                                       | 1982      | |           | Bereich D – Pergolenweg |
| 325 | Rudolf Lindau                                          | 1977      | |           | Bereich D – Pergolenweg |
| 326 | Rudolf Bernstein                                       | 1977      | |           | Bereich D – Pergolenweg |
| 327 | Heinz Gronau                                           | 1977      | |           | Bereich D – Pergolenweg |
| 328 | Gustav Szinda                                          | 1988      | |           | Bereich D – Pergolenweg |
| 329 | Paul Walter                                            | 1978      | Einzelgrab                                                                                                 |           | Bereich D – Pergolenweg |
| 330 | Wilhelm Mayer                                          | 1978      | |           | Bereich D – Pergolenweg |
| 331 | Robert Naumann                                         | 1978      | |           | Bereich D – Pergolenweg |
| 332 | Hermann Budzislawski                                   | 1978      | |           | Bereich D – Pergolenweg |
| 333 | Erich Wundersee                                        | 1978      | Einzelgrab                                                                                                 |           | Bereich D – Pergolenweg |
| 334 | Gertrud Morgner                                        | 1978      | Einzelgrab                                                                                                 |           | Bereich D – Pergolenweg |
| 335 | Alfred Scholz                                          | 1978      | Einzelgrab                                                                                                 |           | Bereich D – Pergolenweg |
| 336 | Max Christiansen-Clausen                               | 1979      | |           | Bereich D – Pergolenweg |
| 337 | Selma Gabelin                                          | 1978      | Einzelgrab                                                                                                 |           | Bereich D – Pergolenweg |
| 338 | Walter Vesper                                          | 1978      | |           | Bereich D – Pergolenweg |
| 339 | Erwin Kramer                                           | 1979      | |           | Bereich D – Pergolenweg |
| 340 | Walter Buchheim                                        | 1979      | |           | Bereich D – Pergolenweg |
| 341 | Hans Seigewasser                                       | 1979      | |           | Bereich D – Pergolenweg |
| 342 | Walter Hähnel                                          | 1979      | |           | Bereich D – Pergolenweg |
| 343 | Bruno Fuhrmann                                         | 1979      | |           | Bereich D – Pergolenweg |
| 344 | Albert Schreiner                                       | 1979      | Ehemann von Emma Schreiner (Nr. 272) Einzelgrab                                                            |           | Bereich D – Pergolenweg |
| 345 | Otto Jonack                                            | 1979      | Einzelgrab                                                                                                 |           | Bereich D – Pergolenweg |
| 346 | Heinrich Fomferra                                      | 1979      | |           | Bereich D – Pergolenweg |
| 347 | Walter Neumann                                         | 1979      | Einzelgrab                                                                                                 |           | Bereich D – Pergolenweg |
| 348 | Bruno Apitz                                            | 1979      | Einzelgrab                                                                                                 |           | Bereich D – Pergolenweg |
| 349 | Jakob Weber                                            | 1979      | |           | Bereich D – Pergolenweg |
| 350 | Willy Kerff                                            | 1979      | |           | Bereich D – Pergolenweg |
| 351 | Fritz Lange                                            | 1981      | |           | Bereich D – Pergolenweg |
| 352 | Günter Kohrt                                           | 1982      | |           | Bereich D – Pergolenweg |
| 353 | Elisabeth Weinert                                      | 1983      | Ehefrau von Erich Weinert (Nr. 41) Einzelgrab                                                              |           | Bereich D – Pergolenweg |
| 354 | Ewald Munschke                                         | 1981      | Einzelgrab                                                                                                 |           | Bereich D – Pergolenweg |
| 355 | Karl Gaile                                             | 1979      | |           | Bereich D – Pergolenweg |
| 356 | Volkmar Winkler                                        | 1980      | Einzelgrab                                                                                                 |           | Bereich D – Pergolenweg |
| 357 | Michael Tschesno-Hell                                  | 1980      | |           | Bereich D – Pergolenweg |
| 358 | Ernst Altenkirch Margot Altenkirch († 2011)            | 1980      | |           | Bereich D – Pergolenweg |
| 359 | Kurt Stoph                                             | 1980      | Einzelgrab                                                                                                 |           | Bereich D – Pergolenweg |
| 360 | Siegfried Böhm                                         | 1980      | |           | Bereich D – Pergolenweg |
| 361 | Peter-Alfons Steiniger Klaus Steiniger († 2016)        | 1980      | |           | Bereich D – Pergolenweg |
| 362 | Heinrich Wieland Deba Wieland († 1992)                 | 1980      | |           | Bereich D – Pergolenweg |
| 363 | Kurt Schwotzer                                         | 1980      | |           | Bereich D – Pergolenweg |
| 364 | Wilhelm Bick                                           | 1980      | |           | Bereich D – Pergolenweg |
| 365 | Elli Schmidt                                           | 1980      | Bis 1949 Ehefrau von Anton Ackermann (Nr. 81) Einzelgrab                                                   |           | Bereich D – Pergolenweg |
| 366 | Fritz Rettmann Maria Rentmeister († 1996)              | 1981      | |           | Bereich D – Pergolenweg |
| 367 | Fritz Köhn                                             | 1981      | Einzelgrab                                                                                                 |           | Bereich D – Pergolenweg |
| 368 | Michael Kohl                                           | 1981      | |           | Bereich D – Pergolenweg |
| 369 | Walter Breitfeld                                       | 1981      | Einzelgrab                                                                                                 |           | Bereich D – Pergolenweg |
| 370 | Friedrich Karl Kaul                                    | 1981      | |           | Bereich D – Pergolenweg |
| 371 | Willy Sägebrecht Ernst Diehl († 2004)                  | 1981      | |           | Bereich D – Pergolenweg |
| 372 | Fritz Knittel                                          | 1980      | |           | Bereich D – Pergolenweg |
| 373 | Rudolf Singer                                          | 1980      | |           | Bereich D – Pergolenweg |
| 374 | Richard Wenzel                                         | 1980      | |           | Bereich D – Pergolenweg |
| 375 | Erna Fechner                                           | 1983      | Ehefrau von Max Fechner (Nr. 83) Einzelgrab                                                                |           | Bereich D – Pergolenweg |
| 376 | Greta Kuckhoff                                         | 1981      | Einzelgrab                                                                                                 |           | Bereich D – Pergolenweg |
| 377 | Max Opitz                                              | 1982      | Ehemann von Erna Opitz-Hähnel (Nr. 207) Einzelgrab                                                         |           | Bereich D – Pergolenweg |
| 378 | Bruno Kaiser                                           | 1982      | |           | Bereich D – Pergolenweg |
| 379 | Willy Rumpf                                            | 1982      | Bruder von Erna Winzer (Nr. 308), Schwager von Otto Winzer (Nr. 87) Einzelgrab                             |           | Bereich D – Pergolenweg |
| 380 | Waldemar Verner                                        | 1982      | Bruder von Paul Verner (Nr. 103) Einzelgrab                                                                |           | Bereich D – Pergolenweg |
| 381 | Konrad Wolf Markus Wolf († 2006)                       | 1982      | Söhne von Friedrich Wolf (Nr. 43)                                                                          |           | Bereich D – Pergolenweg |
| 382 | Karl Brauer                                            | 1982      | |           | Bereich D – Pergolenweg |
| 383 | Bruno Beater                                           | 1982      | |           | Bereich D – Pergolenweg |
| 384 | Peter Edel                                             | 1983      | |           | Bereich D – Pergolenweg |
| 385 | Otto Walter                                            | 1983      | |           | Bereich D – Pergolenweg |
| 386 | Richard Staimer                                        | 1982      | Bis 1954 Ehemann von Eleonore Staimer, geb. Pieck (Nr. 114) und Schwiegersohn von Wilhelm Pieck (Nr. 10)   |           | Bereich D – Pergolenweg |
| 387 | Klaus Willerding                                       | 1982      | |           | Bereich D – Pergolenweg |
| 388 | Karl Wloch                                             | 1982      | Onkel von Margot Goldstein, geb. Wloch (Nr. 152) Einzelgrab                                                |           | Bereich D – Pergolenweg |
| 389 | Günther Teller                                         | 1982      | Einzelgrab                                                                                                 |           | Bereich D – Pergolenweg |
| 390 | Georg Stibi                                            | 1982      | |           | Bereich D – Pergolenweg |
| 391 | Fritz Otto                                             | 1983      | Einzelgrab                                                                                                 |           | Bereich D – Pergolenweg |
| 392 | Kurt Herholz                                           | 1983      | |           | Bereich D – Pergolenweg |
| 393 | Helene Overlach                                        | 1983      | Einzelgrab                                                                                                 |           | Bereich D – Pergolenweg |
| 394 | Fritz Kroh                                             | 1983      | Einzelgrab                                                                                                 |           | Bereich D – Pergolenweg |
| 395 | Elli Hempel                                            | 1984      | Einzelgrab                                                                                                 |           | Bereich D – Pergolenweg |
| 396 | Hans Schrecker                                         | 1983      | Einzelgrab                                                                                                 |           | Bereich D – Pergolenweg |
| 397 | Paul Peschke                                           | 1983      | Einzelgrab                                                                                                 |           | Bereich D – Pergolenweg |

### Bereich E (Gräber 398–444)
| Nr. | Name                                                             | Todesjahr | Anmerkung | Abbildung | Lage                    |
| --- | ---------------------------------------------------------------- | --------- | --- | --------- | ----------------------- |
| 398 | Wilhelm Thiele                                                   | 1983      | |           | Bereich E – Pergolenweg |
| 399 | Rudolf Thunig                                                    | 1983      | Einzelgrab |           | Bereich E – Pergolenweg |
| 400 | Antonie Wohlgemuth                                               | 1984      | Einzelgrab |           | Bereich E – Pergolenweg |
| 401 | Ernst Hoffmann                                                   | 1984      | |           | Bereich E – Pergolenweg |
| 402 | Rudolf Riss                                                      | 1985      | Einzelgrab |           | Bereich E – Pergolenweg |
| 403 | Georg Spielmann                                                  | 1985      | |           | Bereich E – Pergolenweg |
| 404 | Gottfried Grünberg                                               | 1985      | Einzelgrab |           | Bereich E – Pergolenweg |
| 405 | Max Frenzel                                                      | 1985      | Einzelgrab |           | Bereich E – Pergolenweg |
| 406 | Otto Gotsche                                                     | 1985      | |           | Bereich E – Pergolenweg |
| 407 | Werner Fleißner                                                  | 1985      | Einzelgrab |           | Bereich E – Pergolenweg |
| 408 | Gerhard Weiss                                                    | 1986      | |           | Bereich E – Pergolenweg |
| 409 | Willi Seifert                                                    | 1986      | Einzelgrab |           | Bereich E – Pergolenweg |
| 410 | Erich Jungmann                                                   | 1986      | Einzelgrab |           | Bereich E – Pergolenweg |
| 411 | Ellen Kuntz                                                      | 1986      | Ehefrau von Albert Kuntz († 1945) Einzelgrab                                                                                           |           | Bereich E – Pergolenweg |
| 412 | Hans Teubner                                                     | 1992      | |           | Bereich E – Pergolenweg |
| 413 | Rudolf Wettengel                                                 | 1986      | |           | Bereich E – Pergolenweg |
| 414 | Ernst Scholz                                                     | 1986      | |           | Bereich E – Pergolenweg |
| 415 | Lisa Ullrich                                                     | 1986      | Einzelgrab |           | Bereich E – Pergolenweg |
| 416 | Werner Lauterbach                                                | 1986      | |           | Bereich E – Pergolenweg |
| 417 | Josef Steidl                                                     | 1986      | Einzelgrab |           | Bereich E – Pergolenweg |
| 418 | Luise Eildermann Wilhelm Eildermann († 1988)                     | 1986      | |           | Bereich E – Pergolenweg |
| 419 | Hans Koch                                                        | 1986      | |           | Bereich E – Pergolenweg |
| 420 | Olga Geschke                                                     | 1987      | Ehefrau von Ottomar Geschke (Nr. 50) Einzelgrab                                                                                        |           | Bereich E – Pergolenweg |
| 421 | Max Spangenberg                                                  | 1987      | Ehemann von Lotte Spangenberg (Nr. 280) Einzelgrab                                                                                     |           | Bereich E – Pergolenweg |
| 422 | Heinz Meyer                                                      | 1987      | Einzelgrab |           | Bereich E – Pergolenweg |
| 423 | Emmy Koenen                                                      | 1987      | Ehefrau von Wilhelm Koenen (Nr. 67), Schwägerin von Bernard Koenen (Nr. 70) und Frieda Koenen (Nr. 231) Einzelgrab                     |           | Bereich E – Pergolenweg |
| 424 | Irma Gabel-Thälmann                                              | 2000      | Tochter von Ernst Thälmann (Nr. 2) und Rosa Thälmann (Nr. 67)                                                                          |           | Bereich E – Pergolenweg |
| 425 | Josef Streit                                                     | 1987      | Einzelgrab |           | Bereich E – Pergolenweg |
| 426 | Paul Sonnenburg                                                  | 1988      | Einzelgrab |           | Bereich E – Pergolenweg |
| 427 | Klaus Fuchs Grete Fuchs-Keilson († 1999)                         | 1988      | Witwe von Max Keilson (Nr. 44) |           | Bereich E – Pergolenweg |
| 428 | Willi Barth                                                      | 1988      | Einzelgrab |           | Bereich E – Pergolenweg |
| 429 | Hans Schaul Dora Schaul († 1999)                                 | 1988      | |           | Bereich E – Pergolenweg |
| 430 | Erich Tamm                                                       | 1988      | |           | Bereich E – Pergolenweg |
| 431 | Walter Beling Thea Saefkow († 1990)                              | 1988      | |           | Bereich E – Pergolenweg |
| 432 | Heinz Matthes                                                    | 1988      | Einzelgrab |           | Bereich E – Pergolenweg |
| 433 | Kurt Siegmund                                                    | 1988      | |           | Bereich E – Pergolenweg |
| 434 | Ernst Wolf                                                       | 1989      | |           | Bereich E – Pergolenweg |
| 435 | Josef Schütz                                                     | 1989      | |           | Bereich E – Pergolenweg |
| 436 | Günther Tenner                                                   | 1989      | |           | Bereich E – Pergolenweg |
| 437 | Hilde Benjamin Georg Benjamin († 1942) Michael Benjamin († 2000) | 1989      | |           | Bereich E – Pergolenweg |
| 438 | Kurt Wagner                                                      | 1989      | Einzelgrab |           | Bereich E – Pergolenweg |
| 439 | Horst Brasch                                                     | 1989      | |           | Bereich E – Pergolenweg |
| 440 | Hildegard Abusch                                                 | 1989      | Ehefrau von Alexander Abusch (Nr. 99)                                                                                                  |           | Bereich E – Pergolenweg |
| 441 | Hildegard Schneller                                              | 1989      | Ehefrau von Ernst Schneller († 1944) Einzelgrab                                                                                        |           | Bereich E – Pergolenweg |
| 442 | Hedda Hoernle                                                    | 1989      | Ehefrau von Edwin Hoernle (Nr. 39) Einzelgrab                                                                                          |           | Bereich E – Pergolenweg |
| 443 | Kurt Hausmann                                                    | 1989      | |           | Bereich E – Pergolenweg |
| 444 | Gerhard Kegel                                                    | 1989      | Einzelgrab Kegel ist die letzte Person, welcher vom Politbüro der SED eine Grabstätte in der Gräberanlage Pergolenweg zuerkannt wurde. |           | Bereich E – Pergolenweg |